# Détecteur d'anomalie magnétique

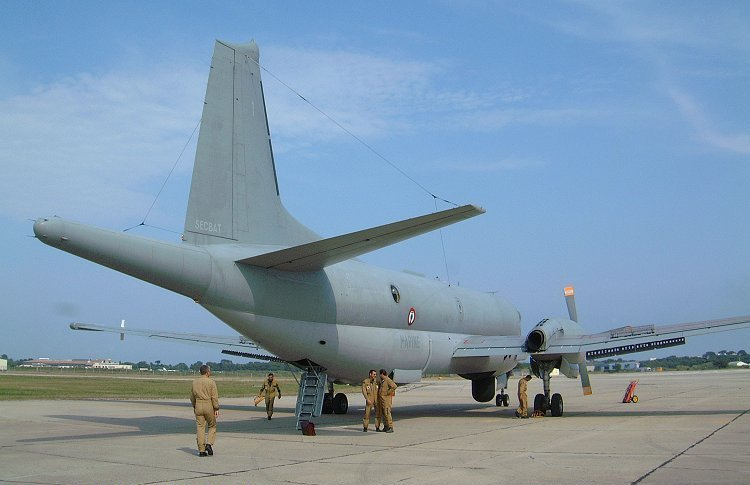
Vue de l'arrière d'un Breguet Atlantic montrant la perche du MAD

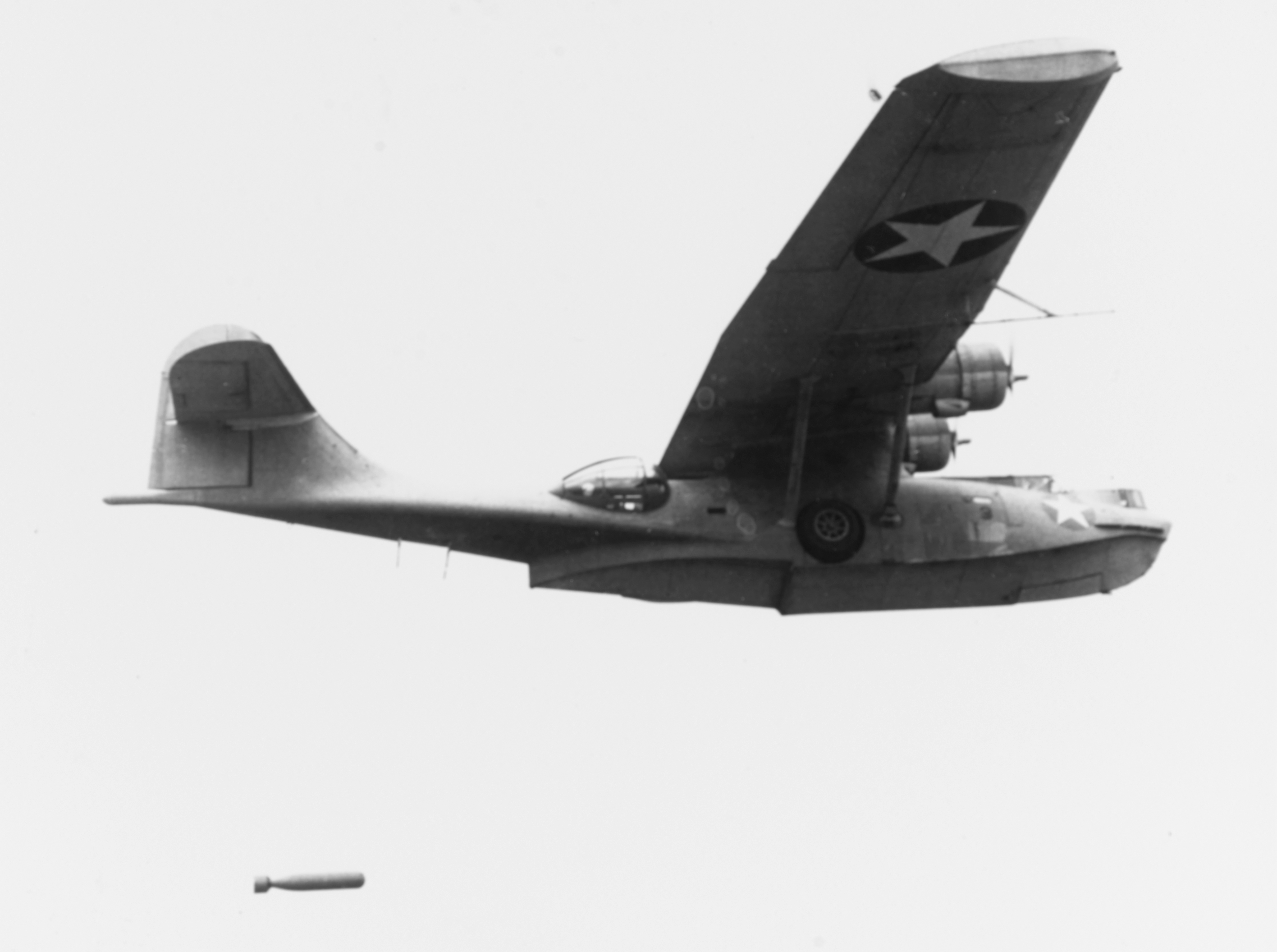
Consolidated PBY-5A Catalina traînant un détecteur d'anomalie magnétique au bout d'un câble (1943). La queue de l'appareil semble aussi comporter une perche détecteur.

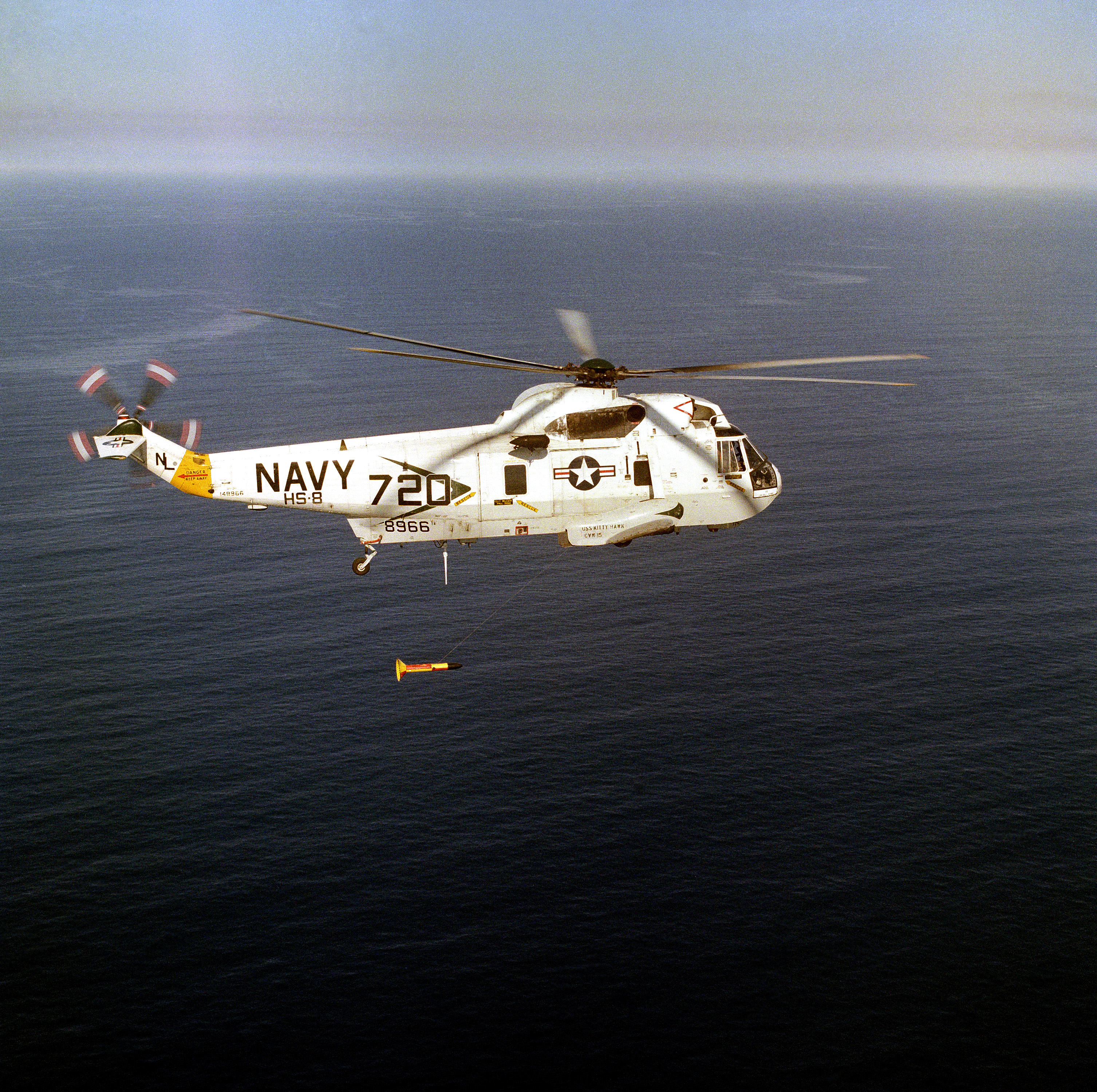
Sur un Sikorsky SH-3 Sea King.

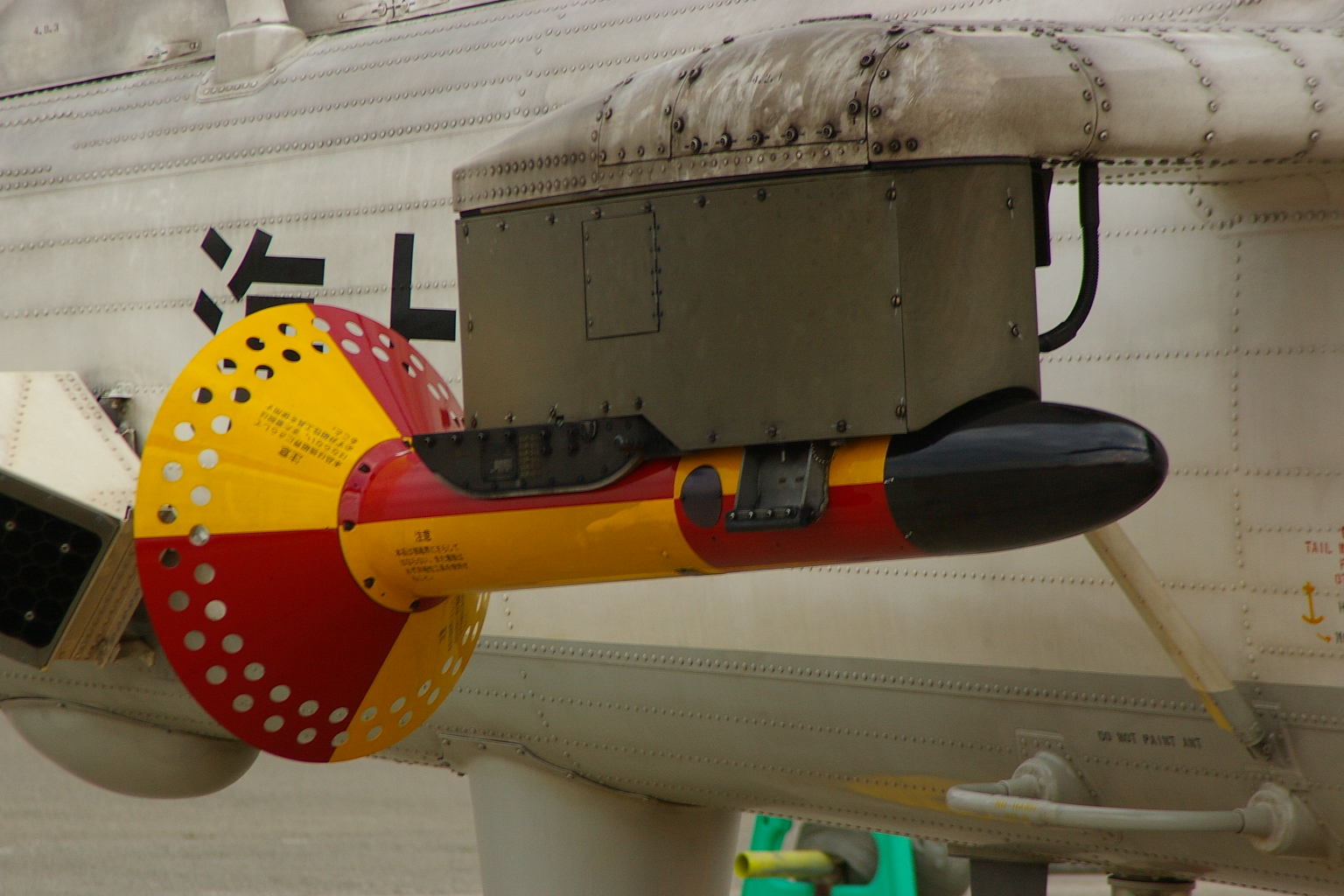
Sur le support latéral d'un SH-60

Un détecteur d'anomalie magnétique est un système électronique utilisant le principe du magnétomètre permettant de détecter à distance des masses métalliques sous la surface de l'eau.
Il sert essentiellement à confirmer la présence de sous-marins et est aussi connu sous l'abréviation anglaise MAD (magnetic anomaly detector).

## Principe
Connaissant la carte du magnétisme naturel terrestre, toute anomalie constatée signale la présence d'une masse métallique sous l'eau, et donc a priori d'un sous-marin. Ce dispositif est mis en application sur les avions de patrouille maritime pour leurs missions de lutte anti-sous-marine. Le détecteur est alors placé dans un prolongement du fuselage, suffisamment loin des masses métalliques de l'avion qui pourraient fausser les mesures.

## Exemples
- Crouzet DHAX 3[1]